# ルナ12号
ルナ12号（ロシア語：Луна-12、ラテン文字表記の例：Luna 12）は、ルナ計画の一環として1966年にソビエト連邦が打ち上げた無人月探査機。月を周回しながら、3ヶ月間に渡って月面の地形を観測した。

## 設計
ルナ12号は月面の地形を観測することを主な目的とし、カメラを搭載した。探査機の下部には月周回軌道に入る時に使用する減速用のロケットエンジンが装備されていた。電力は化学電池によって供給された。準同型機としてルナ11号とルナ14号がある。

## 飛行
1966年10月22日、ルナ12号はモルニヤロケット（8K78M）によってバイコヌール宇宙基地から打ち上げられた。探査機は地球を周回した後にロケット最上段を点火し月へ向かう軌道に乗った。10月25日、ルナ12号は高度100km×1740kmの月周回軌道に入り、観測を開始した。
周回軌道投入から85日後の1967年1月19日、ルナ12号は機能を停止した。探査機は運用終了までに月を602周回し、302回のデータの送信を行った。得られた画像の解像度は最大で14.9m-19.8mだった。撮影数は明らかになっていない。